# Leukippos (Sohn des Oinomaos)
Leukippos (altgriechisch Λεύκιππος Leúkippos, deutsch ‚der ein weißes Pferd reitet‘) ist eine Figur der griechischen Mythologie. 
Er ist der Sohn des Oinomaos und in die Nymphe Daphne, die jungfräuliche Jägerin, verliebt. Da Daphne den Umgang mit Männern meidet, lässt er sich die Haare wachsen und verkleidet sich als Frau. Er schließt sich ihrem weiblichen Gefolge an, um mit diesen in den Bergen zu jagen. Der Gott Apollon, der ebenfalls in Daphne verliebt ist, gibt der Jagdgesellschaft die Idee ein, ein Bad im Fluss Ladon zu nehmen. Als sich Leukippos weigert sich zu entkleiden, ziehen ihn seine Gefährtinnen gewaltsam aus. Nachdem sie erkennen, dass Leukippos ein Mann ist, töteten sie ihn mit ihren Speeren. 